# Districtul Nong Yai
Nong Yai (în thailandeză หนองใหญ่) este un district (Amphoe) din provincia Chonburi, Thailanda, cu o populație de 21.984 de locuitori și o suprafață de 397,5 km².

## Componență
Districtul este subdivizat în 5 subdistricte (tambon), care sunt subdivizate în 24 de sate (muban).
| Nr. | Nume            | În thailandeză | Sate | Locuitori |  |
| --- | --------------- | -------------- | ---- | --------- |  |
| 1.  | Nong Yai        | หนองใหญ่        | 6    | 7,530     |  |
| 2.  | Khlong Phlu     | คลองพลู         | 4    | 3,645     |  |
| 3.  | Nong Suea Chang | หนองเสือช้าง     | 5    | 4,106     |  |
| 4.  | Hang Sung       | ห้างสูง          | 5    | 3,333     |  |
| 5.  | Khao Sok        | เขาซก          | 4    | 3,370     |  |